# Самскара
Самска́ра или санкхара (санскр. संस्कार, IAST: saṃskāra; или пали सङ्खार, IAST: saṅkhāra) — бессознательные впечатления. Происходит от сам — сумма и каара — творец, делатель. Дословно означает «сумма сделанного делателем».
В индийской философии данный термин используется для обозначения отпечатков, оставленных в уме индивидуальными действиями или внешними обстоятельствами, и способных выявляться при любом благоприятном случае в будущем — даже в будущем рождении. Поэтому самскара означает зачатки наклонностей и импульсов из прошлого жизненного опыта и предыдущих рождений, которые должны развиться в этой или в следующих реинкарнациях. Самскара представляет собой привычку или влияние прошлого на настоящее («родимые пятна прошлого»), проявляющееся как рефлекс, автоматизм, а также шаблон состояния.
В результате накопления схожих самскар формируются васаны, которые в свою очередь производят колебание ума (вритти). Колебание ума приводит к желаниям, а желания к действиям.
Самскара — место хранения кармы. Согласно Патанджали (автор «Йога-сутр»), доступ к самскаре возможен через чувственную память во время медитации. Патанджали подробно объясняет, как образуется карма и как от неё избавиться.